# Christian Coulson
Christian Peter Coulson (sinh ngày 3 tháng 10 năm 1978) là một diễn viên người Anh nổi tiếng với vai Tom Marvolo Riddle 16 tuổi trong Harry Potter và Phòng chứa bí mật.

## Tuổi thơ
Coulson được sinh ra ở Manchester. Anh theo học trường dự bị Arnold House ở London, trước khi theo học tại trường Westminster với học bổng học thuật. Anh là thành viên của Nhà hát Âm nhạc Trẻ Quốc gia Vương quốc Anh từ năm 1990-1997, và vào Đại học Cambridge, nơi anh nhận bằng tiếng Anh của Clare College vào năm 2000. Khi còn ở trường đại học, anh là MC (người dẫn chương trình) trong Cabaret, Arturo Ui trong The resistible Rise of Arturo Ui và Claire trong The Maids, cũng như xuất hiện trong phim và truyền hình.

## Sự nghiệp
Coulson đã thu hút sự chú ý và phổ biến trên toàn thế giới cho vai diễn trong Harry Potter và Phòng chứa bí mật năm 2002, trong đó anh đóng vai Tom Riddle 16 tuổi, mặc dù Coulson lúc đó 24 tuổi. Tuy nhiên, vào năm 2007, đạo diễn David Yates đã kể trên MTV rằng Coulson sẽ không tiếp tục vai trò của anh trong Half-Blood Prince, vì lúc đó anh đã 29 và quá già so với vai này.
Anh cũng đã viết lời và cuốn sách cho một vở nhạc kịch rock tên là The Fallen được trình diễn tại Bedford Modern School năm 1998. 
Tính đến năm 2010, Coulson hiện đang cư trú và làm việc tại thành phố New York  với tư cách là một diễn viên và đạo diễn.